# Sant Quirze
Sant Quirze – miejscowość w Hiszpanii, w Katalonii, w prowincji Barcelona, w comarce Maresme, w gminie Calella.
Według danych INE z 2005 roku miejscowość zamieszkiwało 118 osób.